# العلاقات الفانواتية القرغيزستانية
العلاقات الفانواتية القيرغيزستانية هي العلاقات الثنائية التي تجمع بين فانواتو وقيرغيزستان.

## مقارنة بين البلدين
هذه مقارنة عامة ومرجعية للدولتين:
| وجه المقارنة                                              | فانواتو                                  | قيرغيزستان                      |
| --------------------------------------------------------- | ---------------------------------------- | ------------------------------- |
| المساحة (كم2)                                             | 12.19 ألف                                | 199.95 ألف                      |
| عدد السكان (نسمة)                                         | 276.24 ألف                               | 6.20 مليون                      |
| الكثافة السكانية (ن./كم²)                                 | 22.66                                    | 31.01                           |
| العاصمة                                                   | بورت فيلا                                | بيشكك                           |
| اللغة الرسمية                                             | اللغة البسلاما، لغة فرنسية، لغة إنجليزية | اللغة الروسية، اللغة القيرغيزية |
| العملة                                                    | فاتو فانواتي                             | سوم قيرغيزستاني                 |
| الناتج المحلي الإجمالي (بليون دولار)                      | 862.88 مليون                             | 7.56 مليار                      |
| الناتج المحلي الإجمالي (تعادل القوة الشرائية) بليون دولار | 790.76 مليون                             | 20.45 مليار                     |
| الناتج المحلي الإجمالي الاسمي للفرد دولار أمريكي          | 2.81 ألف                                 | 1.10 ألف                        |
| الناتج المحلي الإجمالي للفرد دولار أمريكي                 | 3.03 ألف                                 |                                 |
| مؤشر التنمية البشرية                                      | 0.594                                    | 0.655                           |
| رمز المكالمات الدولي                                      | +678                                     | +996                            |
| رمز الإنترنت                                              | .vu                                      | .kg                             |
| المنطقة الزمنية                                           | ت ع م+11:00                              | ت ع م+06:00                     |

## منظمات دولية مشتركة
يشترك البلدان في عضوية مجموعة من المنظمات الدولية، منها:
| علم المنظمة | اسم المنظمة                        | تاريخ انضمام فانواتو | تاريخ انضمام قيرغيزستان |
| ----------- | ---------------------------------- | -------------------- | ----------------------- |
|             | يونسكو                             | 10 فبراير 1994       | 2 يونيو 1992            |
|             | مؤسسة التمويل الدولية              | 28 سبتمبر 1981       | 11 فبراير 1993          |
|             | بنك التنمية الآسيوي                | 1981                 | 1994                    |
|             | منظمة حظر الأسلحة الكيميائية       | ?                    | ?                       |
|             | مؤسسة التنمية الدولية              | 28 سبتمبر 1981       | 24 سبتمبر 1992          |
|             | منظمة التجارة العالمية             | ?                    | ?                       |
|             | وكالة ضمان الاستثمار متعدد الأطراف | 27 يوليو 1988        | 21 سبتمبر 1993          |
|             | الاتحاد البريدي العالمي            | ?                    | ?                       |
|             | الاتحاد الدولي للاتصالات           | 30 مارس 1988         | 20 يناير 1994           |
|             | الأمم المتحدة                      | 15 سبتمبر 1981       | 2 مارس 1992             |
|             | البنك الدولي للإنشاء والتعمير      | 28 سبتمبر 1981       | 18 سبتمبر 1992          |